# Alec Guinness
Sir Alec Guinness (London, 2. travnja 1914. – Midhurst, 5. kolovoza 2000.), britanski glumac.
Godine 1938. glumio je Hamleta u modernoj verziji u londonskom kazalištu Old Vic. Nakon Drugoga svjetskog rata, koji je proveo u britanskoj mornarici, 1946. godine vraća se kazalištu. 
Prvu veću ulogu na filmu dobio je u "Velikom iščekivanju" (1946.) te potom u "Oliveru Twistu" (1948.). Uloge iz 50-ih godina najplodniji su dio njegove filmske karijere, koja kulminira filmom "Most na rijeci Kwai" (1957.). Za ulogu u tom filmu nagrađen je Oscarom. Svjetsku slavu postigao je komercijalnim superspektaklima "Lawrence od Arabije" i "Propast Rimskog Carstva", a zapažene uloge ostvario je i u znanstveno-fantastičnim filmovima serijala "Ratovi zvijezda" "Nova nada" (1977.) te "Imperij uzvraća udarac" (1980.). Kao priznanje za zasluge na filmu i u kazalištu, 1960. stječe počasno plemstvo i postaje Sir Alec.

## Nagrade i nominacije
Svojom izvedbom u filmu Ratovi zvijezda, Epizoda 4: Nova nada osvaja nagradu Saturn za najboljeg sporednog glumca (film).

## Vanjske poveznice
- IMDb profil